# Betty Garrett
Betty Garrett (Saint Joseph, 23 maggio 1919 – Los Angeles, 12 febbraio 2011) è stata un'attrice statunitense.

## Biografia
Nativa di Saint Joseph (Missouri), Betty Garrett si trasferì con la madre a Seattle dove frequentò la scuola pubblica, e quindi a Tacoma, dove si iscrisse alla Annie Wright School. Dopo un'audizione con la coreografa Martha Graham, nel 1936 la Garrett raggiunse New York e iniziò i corsi di danza, canto e recitazione presso la Neighborhood Playhouse. Nel frattempo partecipò a rappresentazioni teatrali estive, lavorò presso la compagnia del Mercury Theatre diretta da Orson Welles e debuttò a Broadway nel 1942 con il musical Of V We Sing.
Durante gli anni seguenti, la Garrett si affermò come interprete brillante sul palcoscenico, partecipando alle riviste Let Freedom Sing di Harold Rome, Something for the Boys di Cole Porter e Jackpot di Vernon Duke e Howard Dietz. Dopo un'apprezzata interpretazione a Broadway nella rivista Call Me Mister, firmò un contratto con la MGM e debuttò a Hollywood con il film La legge del cuore (1948), nel ruolo della cantante di nightclub Shoo Shoo O'Grady, a fianco di George Murphy.
L'anno successivo ottenne il suo maggior successo cinematografico nel musical Un giorno a New York (1949), diretto da Gene Kelly e Stanley Donen. Nel ruolo della tassista Brunhilde Esterhazy, l'attrice duettò con Frank Sinatra in due numeri cantati, Come Up to My Place e You're Awful, e ballò con Kelly, Sinatra, Jules Munshin, Ann Miller e Vera-Ellen nei numeri di danza Prehistoric Man, Count on Me e On the Town. Nello stesso anno lavorò con Kelly, Sinatra e Munshin in un altro musical in costume della MGM, Facciamo il tifo insieme (1949).
La carriera cinematografica dell'attrice subì una battuta d'arresto, conseguente all'ostracismo esercitato dall'ambiente hollywoodiano nel periodo delle inchieste operate dalla Commissione per le attività antiamericane che, tra la fine degli anni quaranta e i primi anni cinquanta, contribuirono a danneggiare la carriera di molti artisti sospettati di essere politicamente orientati verso il Comunismo. La Garrett partecipò ancora al musical Mia sorella Evelina (1955) e al drammatico L'ombra alla finestra (1957), per passare quindi alla televisione.
Dopo alcune sporadiche apparizioni sul piccolo schermo, negli anni settanta l'attrice ritrovò il grande successo di pubblico grazie alle serie televisive Arcibaldo, di cui girò 24 episodi tra il 1973 e il 1975, nel ruolo di Irene Lorenzo, e Laverne e Shirley, sit-com nata come spin-off di Happy Days, in cui interpretò Edna Babish De Fazio in 96 episodi girati tra il 1976 e il 1981. Quest'ultima interpretazione le valse nel 1975 il Golden Globe per la miglior attrice non protagonista in una serie. Nel 2001 recitò nel ruolo di Hattie nel musical di Broadway Follies, e apparve successivamente nell'episodio Break on Through della serie Grey's Anatomy (2006).

## Vita privata
Nel 1944 Betty Garrett sposò l'attore e cantante Larry Parks, da cui ebbe due figli, Garrett e Andrew, divenuti rispettivamente compositore e attore. Anche Parks fu coinvolto nelle inchieste del Comitato per le attività antiamericane, con conseguenti difficoltà nel prosieguo della carriera artistica. La coppia si esibì in show di intrattenimento a Las Vegas, in allestimenti teatrali estivi e in alcune rappresentazioni a Broadway, tra cui Bells are Ringing, in sostituzione degli interpreti originari Judy Holliday e Sydney Earle Chaplin. Il matrimonio durò fino alla morte di Parks, avvenuta nel 1975.
Madrina dell'attore Jeff Bridges, Betty Garrett morì nel 2011, all'età di 91 anni.

## Filmografia

### Cinema
- La legge del cuore (Big City), regia di Norman Taurog (1948)
- Parole e musica (Words and Music), regia di Norman Taurog (1948)
- Facciamo il tifo insieme (Take Me Out to the Ball Game), regia di Busby Berkeley (1949)
- La figlia di Nettuno (Neptune's Daughter), regia di Edward Buzzell (1949)
- Un giorno a New York (On the Town), regia di Gene Kelly e Stanley Donen (1949)
- Mia sorella Evelina (My Sister Eileen), regia di Richard Quine (1955)
- L'ombra alla finestra (The Shadow on the Window), regia di William Asher (1957)

### Televisione
- The Ford Television Theatre – serie TV, episodi 4x07-5x17 (1955-1957)
- The Chevy Show – serie TV, un episodio (1961)
- The Dinah Shore Chevy Show – serie TV, episodio 5x20 (1961)
- The Lloyd Bridges Show – serie TV episodio 1x05 (1962)
- Il fuggiasco (The Fugitive) – serie TV, episodio 2x09 (1964)
- Arcibaldo (All in the Family) – serie TV, 24 episodi (1973-1975)
- Love Boat (The Love Boat) – serie TV, episodio 2x03 (1978)
- Laverne & Shirley – serie TV, 96 episodi (1976-1981)
- All the Way Home, regia di Delbert Mann – film TV (1981)
- Mago Merlino (Mr. Merlin) – serie TV, episodi 1x18-1x19 (1982)
- La signora in giallo (Murder, She Wrote) – serie TV, episodi 4x09-7x14 (1987-1991)
- Cuori senza età (The Golden Girls) – serie TV, episodio 7x14 (1992)
- Harts of the West – serie TV, episodio 1x09 (1994)
- La famiglia Bowman (The Good Life) – serie TV, episodio 1x12 (1994)
- Townies – serie TV, episodio 1x05 (1996)
- Union Square – serie TV, episodio 1x12 (1998)
- The Long Way Home, regia di Glenn Jordan – film TV (1998)
- Boston Public – serie TV, episodio 3x13 (2003)
- Becker – serie TV, episodio 5x15 (2003)
- Grey's Anatomy – serie TV, episodio 2x15 (2006)
- Trail of the Screaming Forehead, regia di Larry Blamire – film TV (2007)
- Dark and Stormy Night, regia di Larry Blamire – film TV (2009)

## Doppiatrici italiane
- Adriana De Roberto in Un giorno a New York, La figlia di Nettuno, La signora in giallo (ep. 7x14)
- Rosetta Calavetta in Parole e musica
- Lydia Simoneschi in Mia sorella Evelina
- Alina Moradei in Love Boat
- Angiolina Quinterno in Facciamo il tifo insieme (ridoppiaggio 1982)
- Elsa Camarda in La signora in giallo (ep. 4x09)